# NGC 661
NGC 661 est une galaxie elliptique située dans la constellation du Triangle. NGC 661 a été découverte par l'astronome germano-britannique William Herschel en 1786.

## Caractéristiques
Sa vitesse par rapport au fond diffus cosmologique est de 3 539 ± 20 km/s, ce qui correspond à une distance de Hubble de 52,2 ± 3,7 Mpc (∼170 millions d'al).
À ce jour, neuf mesures non basées sur le décalage vers le rouge (redshift) donnent une distance de 37,100 ± 9,920 Mpc (∼121 millions d'al), ce qui est à l'extérieur des valeurs de la distance de Hubble. Notons cependant que c'est avec la valeur moyenne des mesures indépendantes, lorsqu'elles existent, que la base de données NASA/IPAC calcule le diamètre d'une galaxie et qu'en conséquence le diamètre de NGC 361 pourrait être d'environ 30,4 kpc (∼99 200 al) si on utilisait la distance de Hubble pour le calculer.

## Groupe de NGC 661
NGC 661 est la galaxie la plus brillante d'un groupe de galaxies qui porte son nom. Outre NGC 661, le groupe de NGC 661 comprend les galaxies NGC 670, NGC 684 et IC 1731. Un article d'A.M. Garcia paru en 1993 fait aussi mention de trois galaxies de ce groupe, mais la galaxie NGC 661 n'y figure pas.